# Portable Executable
Portable Executable (PE), inna nazwa: format PE – format plików wykonywalnych, obiektowych oraz bibliotek dynamicznych. Używany w 32- i 64-bitowych wersjach systemów operacyjnych z rodziny Microsoft Windows. Portable oznacza „przenośny”, co odnosi się do uniwersalności formatu, dostępnego w wielu architekturach systemów komputerowych.
Format PE jest pewną strukturą danych, zawierającą informacje potrzebne systemowi operacyjnemu do zarządzania kodem wykonywalnym. Są to:
- odnośniki do bibliotek DLL
- tablice importowanych i eksportowanych funkcji Windows API
- dane do zarządzania zasobami programu
- informacje o wątkach.

W systemach z rodziny Windows NT, format PE jest używany m.in. przez pliki *.exe, *.dll, *.obj, *.sys (najczęściej plik sterownika urządzenia).
Format EFI specyfikuje format PE jako standardowy format wykonywalny w tym środowisku.
Format PE jest zmodyfikowaną wersją Uniksowego formatu COFF, stąd też jego alternatywna nazwa – PE/COFF.
W systemach Windows NT format PE może zawierać zarówno instrukcje z zestawu IA-32, jak i IA-64 oraz x86-64 (AMD64 i EM64T). Do wersji 4 włącznie Windows NT (a więc de facto PE) obsługiwał również architektury MIPS, DEC Alpha i  PowerPC. PE używany jest również w Windows CE, który kontynuuje wsparcie dla kilku wariantów architektury MIPS, ARM (włączając Thumb) oraz SuperH.